# Pueblo Mountains
Die Pueblo Mountains sind eine abgelegene Bergkette in den Vereinigten Staaten. Sie liegt im Südosten von Oregon und im Nordwesten von Nevada. Der höchste Gipfel ist der des Pueblo Mountain. Die vorherrschende Vegetation in dieser Bergkette bilden Gräser und Wüsten-Beifuß (Artemisia tridentata); daneben gibt es entlang einiger Wasserläufe wachsende Gebüsche mit Schwarzpappeln, Espen, und Weiden. Den größten Teil der Pueblo Mountains bildet öffentliches Land, das vom Bureau of Land Management verwaltet wird. Die Gegend ist nur wenig bebaut und die meisten Besucher kommen zum Wandern, Zelten und Jagen.

## Geologie
Die Pueblo Mountains im südöstlichen Oregon sind der Teil der Basin and Range Province der Western United States, der durch eine Abfolge von parallel verlaufenden Bruchschollen charakterisiert wird und lange in Nord-Süd-Richtung verlaufende Bergketten bildet, die von breiten Hochgebirgssteppentälern getrennt werden. Der Steens-Pueblo-Bruchschollenblock bildet den nördlichsten Ausläufer dieser Strukturen. Die Puebloketto ist dabei nicht so massiv wie die Steens Mountains; sie ist jedoch in einem Winkel von 45 Grad geneigt, also viel stärker als die Steenskette. Dies trägt zu der relativ hochgelegenen Hauptkammlinie der Bergkette bei, die im Durchschnitt 220 m über dem Meeresspiegel liegt.
Die Bergkette besteht aus demselben Basalt, der einen Großteil des südöstlichen Oregon bedeckt, doch bestehen die Pueblo Mountains aus viel älteren metamorphen Gesteinsschichten, die unter neueren Basaltschichten liegen. Diese älteren Gesteinsschichten bilden an der Ostseite der Bergkette einen anstehenden Steilabfall. Dieses Gestein ist möglicherweise verwandt mit den aus dem Trias stammenden Formationen der Blue Mountains Province weiter nördlich. Diese Strata weisen Einschlüsse von Diorit und Granodiorit auf, die wahrscheinlich in der Kreidezeit geschaffen wurden. Der südliche Abschnitt der Pueblo-Kette besteht aus metamorphen Gestein, das reich an mit Gold, Silber und Kupfer durchsetztem Quarz ist.

## Topographie
Die Pueblo Mountain bedecken eine Fläche von 920 Quadratkilometern. Sie erstrecken sich über 48 km in Nord-Süd-Richtung und über 35 km in West-Ost-Richtung. Der höchste Punkt der Bergkette ist der Gipfel des Pueblo Mountain mit 2631 m über dem Meeresspiegel. Dieser Gipfel befindet sich in Oregon, etwa 13 km nördlich der Bundesstaatsgrenze zu Nevada. Direkt westlich vom Pueblo Mountain ist der höchste Punkt der West Pueblo Ridge; es handelt sich dabei mit 2570 m um den zweithöchsten Punkt der Pueblo Mountains. Dieser Höhenzug bildet einen westwärts geneigten Steilabfall, der über die gesamte Länge der Pueblo Mountains verläuft.
Die Landschaft der Pueblo Mountains ist geprägt durch schroffe Rücken mit Steilabfällen, die durch saisonal wasserführende Läufe eingeschnitten wurden. Dazwischen liegen hochwüstenartige Becken und in der Nähe von Quellen Wiesengebiete, von denen Machine Meadow und 10 Cent Meadow die beiden größten sind. In der Pueblokette gibt es nur wenige Fließgewässer, die das ganze Jahr über wasserführend sind, darunter sind Van Horn Creek und Denio Creek.

## Flora und Fauna

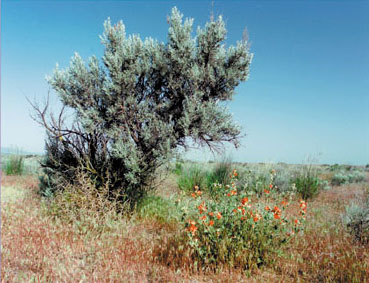
Wüsten-Beifuß und Gräser dominieren die Vegetation

Die Vegetation in den Pueblo Mountains wird dominiert von hochgewachsenem Wüsten-Beifuß und Steppengräsern. Zu den heimischen Grasarten gehören Idaho-Schwingel, Pseudoroegneria spicata, Dach-Trespe, Achnatherum thurberianum, Plattährige Trepse (Bromus carinatus), Poa secunda und Elymus elymoides. Es gibt hoch an Quellen gelegene Bergwiesen sowie schmale grüne Korridore entlang den ganzjährig wasserführenden Fließgewässern. In einigen davon gedeihen Pappeln, Espen und Weiden. Wiesen- und Hochgebirgssteppenblumen, die in den Pueblo Mountains gedeihen, sind unter anderem Rittersporne, Castilleja, Fingerkräuter, Primeln, Akeleien, Gauklerblumen, Astern, Hahnenfuß, Niedriges Katzenpfötchen (Antennaria dimorpha), Lupinen, Balsamorhiza sagittata, Bartfaden, Agoseris, Felsenblümchen, Calochortus, Calochortus nuttallii, Nachtkerzen und Schwertlilien.
Das vorhandene Wild in den Pueblo Mountains ist an das trockene Hochgebirgsklima angepasst. Gabelbockantilopen sind häufig in dem offenen, mit Wüsten-Beifuß bewachsenen Tälern anzutreffen, während Maultierhirsche sich gerne in den Pappeln- und Weidengebüschen aufhalten. Das Oregon Department of Fish and Wildlife hat 1976, 1980 und 1983 Dickhornschafe in den Pueblo Mountains ausgesetzt, die sich vor allem an den steilen Hängen und auf den Felsen der Berggrate aufhalten. Echte Hasen, Antilopenziesel, Buschschwanzratten und Kojoten sind ebenfalls in der Bergkette heimisch, genauso wie Mausohren. Biber leben in mehreren Bergbächen und im Bereich der 10 Cent Meadows sowie in den Uferbereichen des Van Horn Creek. Zu den Vogelarten, die in den Pueblo Mountains verbreitet sind, gehören Beifußhuhn, Schluchtenzaunkönig (Catherpes mexicanus), Felsenzaunkönig (Salpinctes obsoletus), Schopfwachtel (Callipepla californica), und Chukarhuhn (Alectoris chukar). Hinzu kommen einige größere Vogelarten wie Steinadler (Aquila chrysaetos), Rotschwanzbussard (Buteo jamaicensis), Truthahngeier (Cathartes aura) sowie Raben und Krähen, die die Thermik über den Bergen ausnutzen. Die seltene Whitehorse-Cutthroatforelle (Oncorhynchus clarki henshawi) kommt sowohl im Van Horn Creek als auch im Denio Creek vor.

## Menschliche Nutzung
Den Großteil der Pueblo Mountains bildet öffentliches Land, das vom Bureau of Land Management verwaltet wird. Die gesamte Bergkette ist ziemlich abgelegen und verzeichnet deswegen wenige Besucher. Wandern, Camping, Jagen, Reiten, Beobachten von Wildtieren und Fotografieren sind die häufigsten Aktivitäten von Besuchern in der Gegend. In diesen Bergen gibt es auch Flächen, die der Viehweidewirtschaft zur Verfügung stehen sowie Schürfrecht zum Abbau von Mineralien. Auch die kommerzielle Nutzung von Windenergie wird in den Pueblo Mountains geprüft.

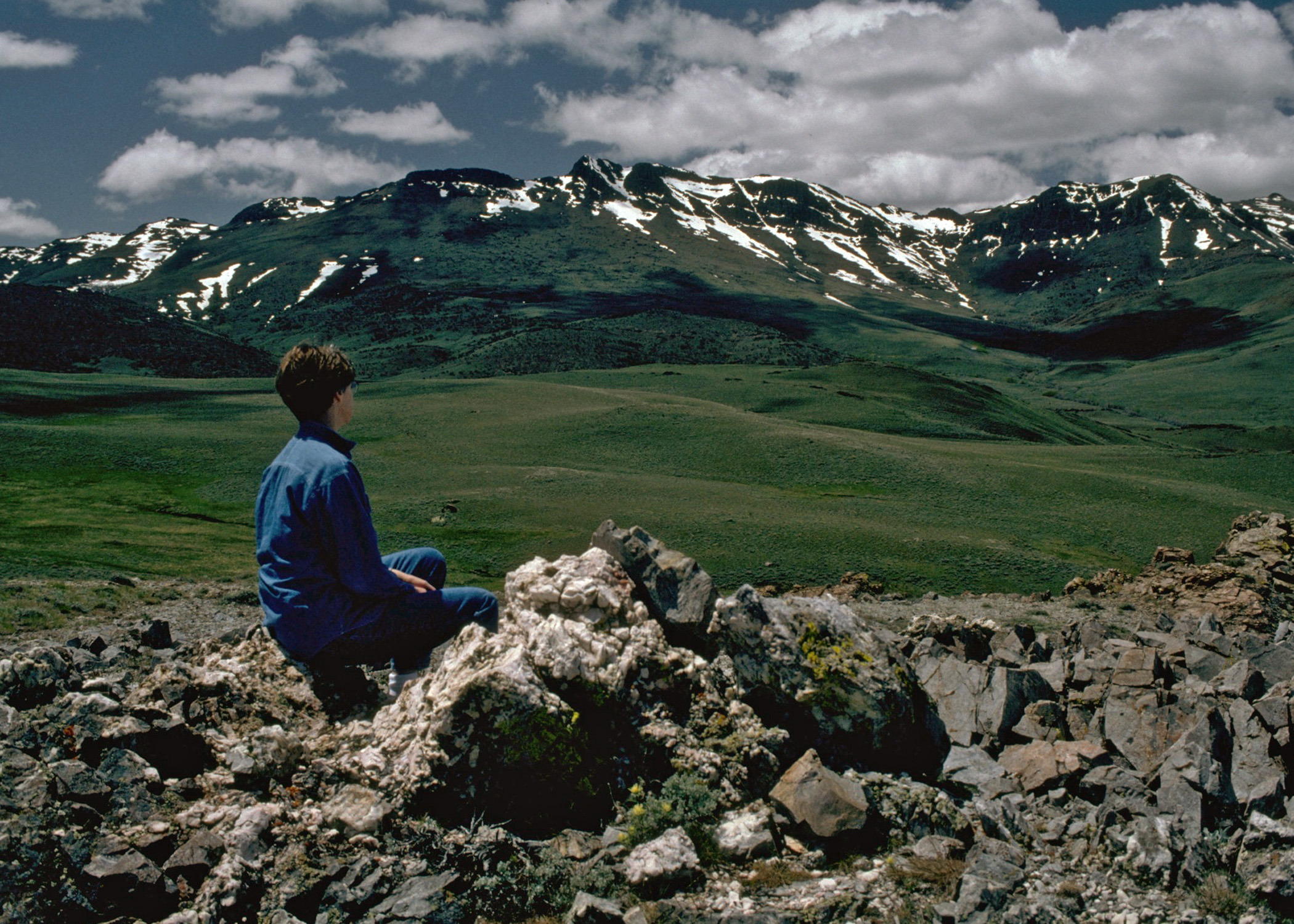
Im Hochland der Pueblokette

Zwar sind die Pueblo Mountains nicht als Wilderness Area ausgewiesen, doch kann das Wandern in diesen Bergen anstrengend sein. Der Desert Trail führt durch sie hindurch, ist jedoch kein ausgebauter Wanderweg. Die Strecke ist lediglich durch einfache Steinmännchen markiert, die als Wegweiser dienen und es Wanderern erlauben, von einer Markierung zur nächsten durch das semi-aride, hochgelegene Steppenland zu wandern. Die Steinmännchen wurden gemeinsam von Bureau of Land Management, dem Oregon Parks and Recreation Department und der Desert Trail Association (einer privatrechtlichen Organisation) aufgestellt.
Hausrinder und Schafe grasen in den Pueblo Mountains seit der Zeit, als Mitte der 1860er Jahre am Ostrand der Bergkette die ersten Ranches entstanden. Heute kontrolliert das Bureau of Land Management die Weideflächen in dem Gebiet. Deswegen trifft man auf manchen Bergwiesen und auf offenem Weideland im Frühling und im Sommer grasendes Vieh an.
Bergleute gehörten zu den ersten Europäern, die sich in den Pueblo Mountains niederließen. Es gibt in der Gebirgskette mindestens achtzehn Stellen, an denen in der Vergangenheit Bergbau betrieben wurde. Allerdings war der kommerzielle Abbau von Rohstoffen in dem Gebiet nie sehr erfolgreich. Heute bestehen in manchen Teilen der Pueblo Mountains noch gültige Ansprüche.
Windkraft ist seit einigen Jahren Gegenstand von Experimenten. Im Jahr 2006 genehmigte das Bureau of Land Management eine 189 Hektar große Versuchsanlage in den Pueblo Mountains. Einem privaten Windenergieunternehmen wurde damit erlaubt, zwei Masten mit meteorologischen Instrumenten aufzustellen, diese zu betreiben und zu unterhalten, um festzustellen, ob die Wetterbedingungen in diesem Gebiet eine wirtschaftliche Nutzung von Windrädern möglich machen.  2009 verlängerte das Bureau of Land Management die Erlaubnis um drei weitere Jahre.

## Belege
1. 1 2 3 4  "Pueblo Mountain Wilderness Study Area" (Memento des Originals vom 4. Januar 2015 im Internet Archive)  Info: Der Archivlink wurde automatisch eingesetzt und noch nicht geprüft. Bitte prüfe Original- und Archivlink gemäß Anleitung und entferne dann diesen Hinweis. (PDF; 12 kB), Nevada Wilderness Study Area Notebook, Winnemucca Field Office, Bureau of Land Management, United States Department of the Interior, Winnemucca, Nevada, April 2001.
2. 1 2 3  West Pueblo Ridge. SummitPost, abgerufen am 18. Juli 2011 (englisch).
3. ↑  McKee, Bates, Cascadia the Geologic Evolution of the Pacific Northwest, McGraw-Hill Book Company, New York 1972.
4. 1 2 3 4 5 6 7  Juillerat, Lee, "Hiking the Pueblos", High on Adventure (Vol. II, No. 6), www.highonadventure.com, Oktober/November 1998.
5. ↑  "Pueblo Mountains", Peakbagger Database, Geographic Research Systems, peakbagger.com, Seattle, Washington, 18. Juli 2011 (englisch).
6. 1 2  Pueblo-Lone Mountain Biological Crust Exclosure (PDF; 24,3 MB), Environmental Assessment, Burns District Office, Bureau of Land Management, United States Department of Interior, Hines, Oregon, Juli 2006.
7. 1 2  Ramsayer, Kate, "Oregonians warming to the idea of big wind", The Bulletin, Bend, Oregon, 5. August 2008.
8. ↑  Burns District Office: Decision Record Horizon Wind Energy Northwest X LLC Pueblo Mountain Wind Energy Site Testing and Monitoring Project Area. (PDF) Bureau of Land Management, United States Department of Interior, 15. Januar 2009, abgerufen am 30. Juni 2011 (englisch).